# Другое имя
«Другое имя» — российский драматический триллер Веты Гераськиной. В главной роли: Светлана Ходченкова. Выход в широкий прокат состоялся 3 февраля 2022 года.

## Сюжет
Фильм рассказывает о женщине по имени Лиза, чья жизнь проходит на фоне бесцветных интерьеров[что?]. Она живёт с супругом, у них нет детей, но в их доме присутствуют собаки. На первый взгляд, Лиза спокойна, но ей в спину дышит тайна из прошлого, которая делает её жизнь невыносимой…

## В ролях
| Актёр                          | Роль            |
| ------------------------------ | --------------- |
| Светлана Ходченкова            | Лиза            |
| Якоб Диль                      | Пётр            |
| Анастасия Цой                  | продавщица      |
| Катя Федина                    | Уля             |
| Татьяна Ратникова              | девушка в клубе |
| Александра Кроткова            | девушка         |
| Лера Гущина                    | Дина            |
| Полина Кутепова                | косметолог      |
| Александра Черкасова-Служитель | Кира            |
| Виктор Васильев                | Евгений         |

## Награды и премии
Фильм получил две награды фестиваля кинодебютов «Дух огня» по итогам 2022 года за лучшую операторскую работу и за лучшую работу с музыкой в фильме.